# R'Kiz
R'Kiz är en stad och kommun i departementet R'Kiz i regionen Trarza i sydvästra Mauretanien. Staden hade 5 783 invånare medan kommunen hade 11 617 invånare vid befolkningsräkningen 2013. Kommunen har en areal på 320,4 kvadratkilometer.